# Henry Kessler
Henry Kessler (Nueva York, 25 de junio de 1998) es un futbolista profesional estadounidense que juega como defensa en el St. Louis City SC de la Major League Soccer.

## Trayectoria
Nacido en Nueva York, Nueva York, Kessler comenzó a jugar al fútbol en la academia de New York Red Bulls, donde jugó durante cinco años antes de mudarse al Beachside Soccer Club en Norwalk, Connecticut.
Antes de la universidad, Kessler consideró ingresar a la Universidad de Harvard, pero eligió unirse a la Universidad de Virginia después de ser reclutado para jugar con los Cavaliers de Virginia. Mientras estaba en la universidad, Kessler también jugó dos temporadas con el AC Connecticut de la USL League Two.

### New England Revolution
El 30 de diciembre de 2019, Kessler firmó un contrato de Generación Adidas con la Major League Soccer y entró en el SuperDraft de la MLS 2020. El 9 de enero de 2020, Kessler fue seleccionado sexto en el draft por el New England Revolution.
Kessler hizo su debut profesional con el Revolution el 29 de febrero de 2020 en su partido inaugural contra el Montreal Impact. Anotó el primer gol profesional de su carrera, también contra el Montreal Impact, el 23 de septiembre de 2020.

## Selección nacional
Kessler fue incluido en la lista final de 20 jugadores sub-23 de Estados Unidos para el Campeonato de Clasificación Olímpica Masculina de la CONCACAF 2020 en marzo de 2021. Anteriormente era elegible para la selección de fútbol de Irlanda debido a que su madre es ciudadana irlandesa.
Kessler fue agregado al equipo nacional masculino de Estados Unidos antes de la ronda de cuartos de final de la Copa Oro 2021, pendiente de la aprobación de CONCACAF, reemplazando a Walker Zimmerman lesionado. Hizo su debut sénior entrando como suplente en la prórroga para cerrar su victoria en la final de la Copa Oro de la CONCACAF 2021 sobre México.

## Clubes
| Club                   | País           | Año       |
| ---------------------- | -------------- | --------- |
| AC Connecticut         | Estados Unidos | 2017-2018 |
| New England Revolution | Estados Unidos | 2020-2024 |
| St. Louis City SC      | Estados Unidos | 2024-     |

## Palmarés

### Títulos internacionales
| Título                     | Club (*)       | País           | Año  |
| -------------------------- | -------------- | -------------- | ---- |
| Copa de Oro de la Concacaf | Estados Unidos | Estados Unidos | 2021 |

(*) Incluyendo la selección.